# Federico Castiglioni
Federico Casteglioni (Bahía Blanca, 10 de agosto de 1990) es un jugador argentino de rugby, de ascendencia española que posee doble nacionalidad, argentina y española. Se desempeña como zaguero y juega para el Aparejadores Rugby Burgos de la División de Honor. Además de competir con su club en España, es internacional absoluto con la Selección Española, donde es uno de los jugadores que más caps acumula con un total de 44.